# Королевство Исландия
Королевство Исландия (исл. Konungsríkið Ísland, дат. Kongeriget Island); в советской и современной российской историографии — Датско-исландская уния — бывшая конституционная монархия, существовавшая на территории Исландии с 1 декабря 1918 года по 17 июня 1944 года. Королевство было связано персональной унией с Данией, во главе королевства был король Дании Кристиан X. Само королевство прекратило существование в результате референдума о независимости Исландии, по которому страна вышла из-под всякой зависимости от Дании и была провозглашена республикой.

## Образование
Исландия находилась под контролем Дании с 1380 года, однако формальное управление островом Дания начала только в 1814 году. Дания, союзница Франции в Наполеоновских войнах, была вынуждена разорвать свою унию с Норвегией и уступить её Швеции, однако заморские владения Норвегии — Фарерские острова, Гренландия и Исландия — остались за Данией. С 1874 года, примерно через тысячу лет после первого зафиксированного поселения на Исландии, исландцы получили частичные права самоуправления. Они были закреплены в Конституции Дании, но впоследствии пересмотрены в 1903 году, когда датчане ввели в правительство комиссара по делам Исландии. Комиссар находился в Рейкьявике и должен был заниматься делами, связанными с Исландией, а также участвовать в работе местного парламента, альтинга.
1 декабря 1918 года был подписан Акт об объединении в личную унию между Данией и Исландией под управлением единого короля, по которому Дания признавала Исландию вполне суверенным государством, связанным с Данией личной унией. Исландия создала собственные флаг и герб, а также попросила Данию, чтобы та представляла её на международной арене и занималась обороной Исландии. Функции высшего суда временно сохранялись за Верховным судом в Копенгагене. Договор заключался на 25 лет с правом продления, но мог быть пересмотрен в 1940 году по требованиям датского и исландского парламентов. Акт об объединении был утверждён на референдуме в Исландии 19 октября 1918 года. Затем он был ратифицирован датским парламентом и подписан королём.
В 1940 году, после оккупации Дании нацистской Германией и оккупации Исландии британскими войсками, акт унии был пересмотрен, а через три года его должны были заново подписать, чего не произошло.

## Вторая мировая война
9 апреля 1940 года Германия начала оккупацию Дании. Уже через несколько часов после оккупации страны связь между Данией и Исландией была прервана. Исландия стала управляться парламентом. Де-факто правителем Исландии стал Свейдн Бьёрнссон, комиссар по делам Исландии, позже ставший первым президентом Республики Исландия.
В связи с этим парламент Исландии попросил Свейдна Бьёрнссона взять контроль над внутренними и внешними делами. В первый год войны Исландия заняла нейтральную позицию, оказывая сопротивление как Великобритании, так и Третьему Рейху. Страна опасалась вторжения одной из сторон. 10 мая 1940 года началась операция Форк (британское вторжение в Исландию). Около 800 английских солдат и моряков высадились в порту Рейкьявика. Правительство Исландии было критически настроено к войскам интервентов, однако 17 мая ключевые позиции острова были заняты, на территории страны высадился четырёхтысячный британский десант, поэтому премьер-министр Исландии Херманн Йоунассон дал указание принимать силы интервентов с гостеприимством и уважением. Силы союзников оставались на острове до окончания войны в 1945 году.
Во время пика оккупации Исландии на острове находилось 25 тысяч британских солдат. Благодаря их размещению практически была ликвидирована безработица в районе Рейкьявика и других стратегически важных местах. В июле 1941 года, с согласия обеих сторон, контроль над островом перешёл к США. Это было вызвано тем, что британцам требовалась военная сила в других регионах. В пик американской оккупации страны на острове находилось 40 тысяч американских солдат, что было равно или даже превосходило количество мужчин трудоспособного возраста на острове (население Исландии в то время составляло 120—130 тысяч жителей).

## Независимость и провозглашение республики
24 мая 1944 года в Исландии прошёл референдум о независимости страны. Большинство избирателей проголосовало за полную независимость, которая была провозглашена 17 июня 1944 года. В Дании, в то время оккупированной Германией, провозглашение независимости Исландии было воспринято с возмущением, появились мысли о военной интервенции на остров. Однако король Дании Кристиан X направил письмо, в котором поздравил граждан молодого государства.